# Karen Frost
Karen Frost ist eine US-amerikanische Biathletin.
Karen Frost belegte in der Saison 2009/10 den 28. Platz im Biathlon-NorAm-Cup. Erstes Großereignis waren die Nordamerikanischen Meisterschaften im Biathlon 2010 in Fort Kent. Im Verfolgungsrennen wurde sie disqualifiziert, weil sie die Munition nach dem Verlassen des Schießstandes nicht wie vorgeschrieben komplett aus dem Gewehr entfernt hatte. In den vier Schießeinlagen verfehlte sie 17 der 20 Scheiben. Auch im Massenstartrennen traf sie nur sieben der 20 Scheiben und belegte den 12. Platz.

## Belege
1. ↑  Resultate der Nordamerikameisterschaften 2010 (Memento des Originals vom 13. Februar 2014 im Internet Archive)  Info: Der Archivlink wurde automatisch eingesetzt und noch nicht geprüft. Bitte prüfe Original- und Archivlink gemäß Anleitung und entferne dann diesen Hinweis. (PDF; 500 kB)

| Personendaten    | Personendaten               |
| ---------------- | --------------------------- |
| NAME             | Frost, Karen                |
| KURZBESCHREIBUNG | US-amerikanische Biathletin |
| GEBURTSDATUM     | 20. Jahrhundert             |